# Eagarville
Eagarville es una villa ubicada en el condado de Macoupin en el estado estadounidense de Illinois. En el Censo de 2010 tenía una población de 127 habitantes y una densidad poblacional de 52,84 personas por km².

## Geografía
Eagarville se encuentra ubicada en las coordenadas 39°6′31″N 89°46′45″O / 39.10861, -89.77917. Según la Oficina del Censo de los Estados Unidos, Eagarville tiene una superficie total de 2.4 km², de la cual 2.35 km² corresponden a tierra firme y (2.05%) 0.05 km² es agua.

## Demografía
Según el censo de 2010, había 127 personas residiendo en Eagarville. La densidad de población era de 52,84 hab./km². De los 127 habitantes, Eagarville estaba compuesto por el 98.43% blancos, el 0.79% eran afroamericanos, el 0% eran amerindios, el 0% eran asiáticos, el 0% eran isleños del Pacífico, el 0% eran de otras razas y el 0.79% pertenecían a dos o más razas. Del total de la población el 0% eran hispanos o latinos de cualquier raza.